# Anuanurunga
Anuanurunga, igualmente conocida como Anua-Nurunga, es un atolón del subgrupo de las Islas del Duque de Gloucester ubicado en el archipiélago de las Tuamotu en Polinesia Francesa.

## Geografía
Anuanurunga es un atolón redondo de 3,3 km de diámetro para 7 km² de tierras emergidas y con una laguna 2,6 km², desprovista de pasos hacia el océano. Está ubicado entre Nukutepipi a 23 km al sudeste y Anuanuraro a 30 km al noroeste, así como a 685 km al sudeste de Tahití. Anuanurunga está administrativamente vinculado al municipio de Hao.
Desde un punto de vista geológico, el atolón es la capa coralina superpuesta sobre la cumbre de un monte volcánico submarino homónimo formado hace aproximadamente entre 40 a 60 millones de años.
El atolón está deshabitado de manera permanente.

## Historia
La primera mención del atolón por un Europeo fue hecha por el explorador inglés Philip Carteret que lo visitó el 12 de julio de 1767, y lo nombró Cuatro Coronas. El 25 de diciembre de 1791, el atolón fue abordado por el británico George Vancouver que lo nombró Carteret Island y más tarde por el americano Charles Wilkes el 6 de enero de 1841 al regreso de su expedición austral que lo cita bajo el nombre de Cuatro Coronas o de Teku.
Hacia 1850, el atolón se convierte en un territorio francés deshabitado de manera permanente por las poblaciones polinesias.